# هنریکه آلمیدا
هنریکه آلمیدا کایسیستا ناسنتس (به پرتغالی: Henrique Almeida Caixeta Nascentes) مهاجم اهل برزیل است که در شهر برازیلیا و در تاریخ ۲۷ مهٔ ۱۹۹۱ به دنیا آمده‌است.
هنریکه آلمیدا کایسیستا ناسنتس در تیم‌های فوتبال سائوپائولو سابقهٔ حضور دارد.